# STEREO
STEREO (произнася се „стѐрео“, абревиатура от английското Solar TErrestrial RElations Observatory) е мисия за слънчевото наблюдение, която изстрелян на 26 октомври 2006 в 00:52 GMT. Два идентични апарата, които са изстреляни в орбита, която ги кара респективно да отиват напред и да падат постепенно зад Земята. Това ще даде възможност за стереоскопично заснемане на Слънцето и слънчевите феномени, като изхвърляне на маса от короната.